# سییا مایکوما
سییا مایکوما (ژاپنی: 毎熊 晟矢؛ زادهٔ ۱۶ اکتبر ۱۹۹۷) یک بازیکن فوتبال اهل ژاپن است. که در باشگاه فوتبال سرزو اوساکا ژاپن بازی می‌کند.

در آگوست 2023، مایکوما اولین دعوت خود را به تیم ملی بزرگسالان ژاپن توسط سرمربی، هاجیمه موریاسو، برای دو بازی دوستانه مقابل آلمان و ترکیه دریافت کرد.[1][2]